# Liste von Sakralbauten in Olsberg

Olsberg im Hochsauerlandkreis

Die Liste von Sakralbauten in Olsberg umfasst existierende und ehemalige Sakralbauten, zumeist Kirchengebäude und Kapellen in Trägerschaft christlicher und anderer Religionsgemeinschaften in Olsberg, Hochsauerlandkreis.

## Liste
| Name                    | Bild | Stadt/Gemeinde und Ortsteil | Gründung, Bauzeit | Konfession bzw. Religion | Bemerkungen |
| ----------------------- | ---- | --------------------------- | ----------------- | ------------------------ | ----------- |
| St. Hubertus            |      | Olsberg-Helmeringhausen     |                   | römisch-katholisch       |             |
| St. Lucia               |      | Olsberg-Elpe                |                   | römisch-katholisch       |             |
| St. Nikolaus            |      | Olsberg                     |                   | römisch-katholisch       |             |
| Martin-Luther-Kirche    |      | Olsberg                     |                   | evangelisch              |             |
| St. Marien              |      | Olsberg-Antfeld             |                   | römisch-katholisch       |             |
| St. Katharina           |      | Olsberg-Assinghausen        |                   | römisch-katholisch       |             |
| St. Martin              |      | Olsberg-Bigge               |                   | römisch-katholisch       |             |
| St. Cyriakus            |      | Olsberg-Bruchhausen         |                   | römisch-katholisch       |             |
| St. Servatius           |      | Olsberg-Brunskappel         |                   | römisch-katholisch       |             |
| St. Laurentius          |      | Olsberg-Elleringhausen      |                   | römisch-katholisch       |             |
| St. Maria Magdalena     |      | Olsberg-Gevelinghausen      |                   | römisch-katholisch       |             |
| St. Antonius Einsiedler |      | Olsberg-Wiemeringhausen     |                   | römisch-katholisch       |             |
| St. Nikolaus            |      | Olsberg-Wulmeringhausen     |                   | römisch-katholisch       |             |